# Vincenzo Mannozzi
Vincenzo Mannozzi, né en 1600 à Florence et mort dans la même ville en 1658, est un peintre florentin baroque.

## Biographie
Elève de Domenico Passignano, il rejoignit l'école de Francesco Furini dont il devint un des partisans les plus originaux.
Il travailla principalement pour les Médicis, en particulier pour le prince Laurent pour qui il réalisa le singulier Rapt de Proserpine, exécuté sur pierre de touche, et qui avait pour pendant, L'Incendie de Troie dû à Stefano Della Bella.
Tout en restant fidèle à Furini, son style se tourna vers les nouveautés introduites à Florence par Pierre de Cortone, comme on peut le voir dans La Vérité découvrant le Mensonge commandé par la grande-duchesse Vittoria della Rovere et destinée à être encastrée dans un mur de la Villa di Poggio Imperiale.

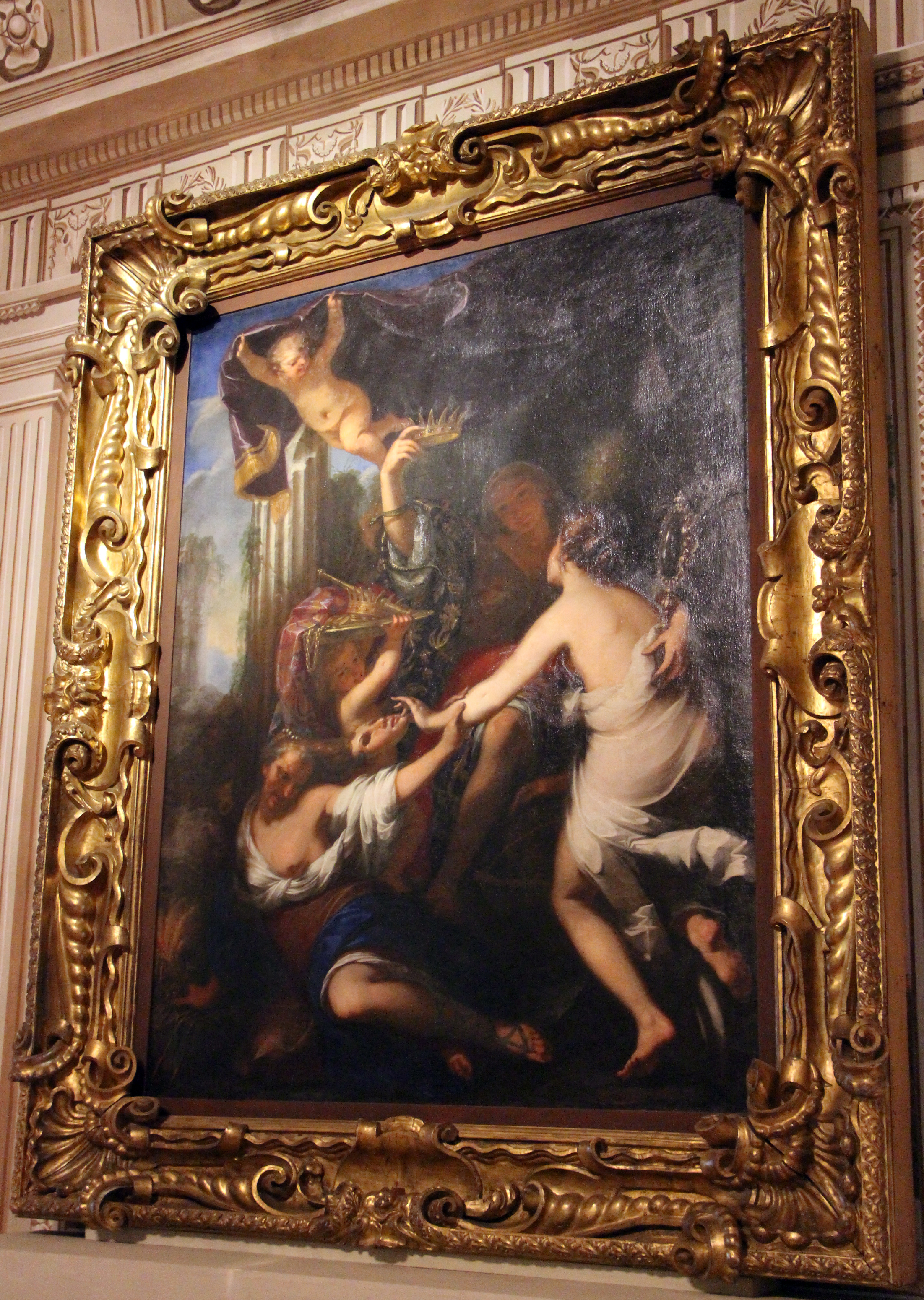
La Vérité
Villa Medicea di Cerreto Guidi

## Œuvres
- Figure allégorique féminine, musée Bardini, Florence
- L'Enfer ou Le Rapt de Proserpine, v. 1634, huile sur pierre de touche, 43 × 59 cm, musée des Offices, dépôts. Peint pour Don Lorenzo de Médicis[3].
- La Vérité découvrant le Mensonge, huile sur toile, musée de l'histoire de la chasse et du territoire, Villa Medicea di Cerreto Guidi[2]
- La Sibylle de Cumes, huile sur toile, 86 × 63 cm, Pinacothèque nationale d'Athènes[4]
- Minerve, huile sur toile, 117 × 94 cm, Vente Cambi Gênes 2 décembre 2013[5]
- Tentation de saint Antoine, huile sur toile, 102 × 142 cm, Vente Finarte Casa d'Aste, Milan 29 mars 1983[6].